# هوب ساین
هوب ساین (هلندی: Huub Sijen; ۲۱ نوامبر ۱۹۱۸ – ۲۰ فوریهٔ ۱۹۶۵) دوچرخه‌سوار اهل هلند بود.